# シニア漫画
シニア漫画（シニアまんが）とは一般的な青年漫画や女性漫画よりも上のシニア層をターゲットにした漫画である。なお雑誌におけるシニア向けの定義は主に50代以上となっている。

## 歴史
老人向け漫画雑誌は元々ギャグ漫画のネタとして使われており、例えば「サルでも描けるまんが教室」（相原コージ、竹熊健太郎）には架空の老人向け漫画誌「ビッグオールド」が、「なのにあなたは会社へ行くの」（ザビエル山田）には架空の老人向け漫画誌「シルバージャンプ」が登場していた。また、2003年には漫画原作者さいふうめいの執筆するコラムにおいて、老人向け漫画誌にも青年漫画誌と同じく青春物語が載るだろうという推測がなされていた。
その後、漫画世代の高齢化が進んだことで実際にシニア向けの漫画雑誌が登場している。例えば2016年にはメディアックスがシニア漫画誌『50代からの私たち』を創刊した（増刊として『60代を迎える私たち』もある）。また、2017年には「はちどり」及び主婦の友社が「主婦の友ヒットシリーズ」のシニア向けとして劇画誌『COMIC魂』を創刊した（2020年に休刊）。